# James Usilton
James A. Usilton (10 giugno 1885 – 13 marzo 1939) è stato un allenatore di pallacanestro statunitense.

## Carriera
Ha guidato la Temple University dal 1926 al 1939, vincendo il National Invitation Tournament 1938, prima edizione della manifestazione.

## Palmarès
- Campione NIT (1938)